# Chrám svatého Mikuláše (Vídeň)
Ruský pravoslavný chrám sv. Mikuláše ve Vídni, (německy Russisch-Orthodoxe Kathedrale zum heiligen Nikolaus, rusky Кафедральный собор Святителя Николая в Вене, je pozdně historický kostel ve 3. vídeňském městském okrese Landstraße. Chrám je zároveň sídlem ruské pravoslavné obce ve Vídni a od roku 1962 také eparchie.

## Dějiny

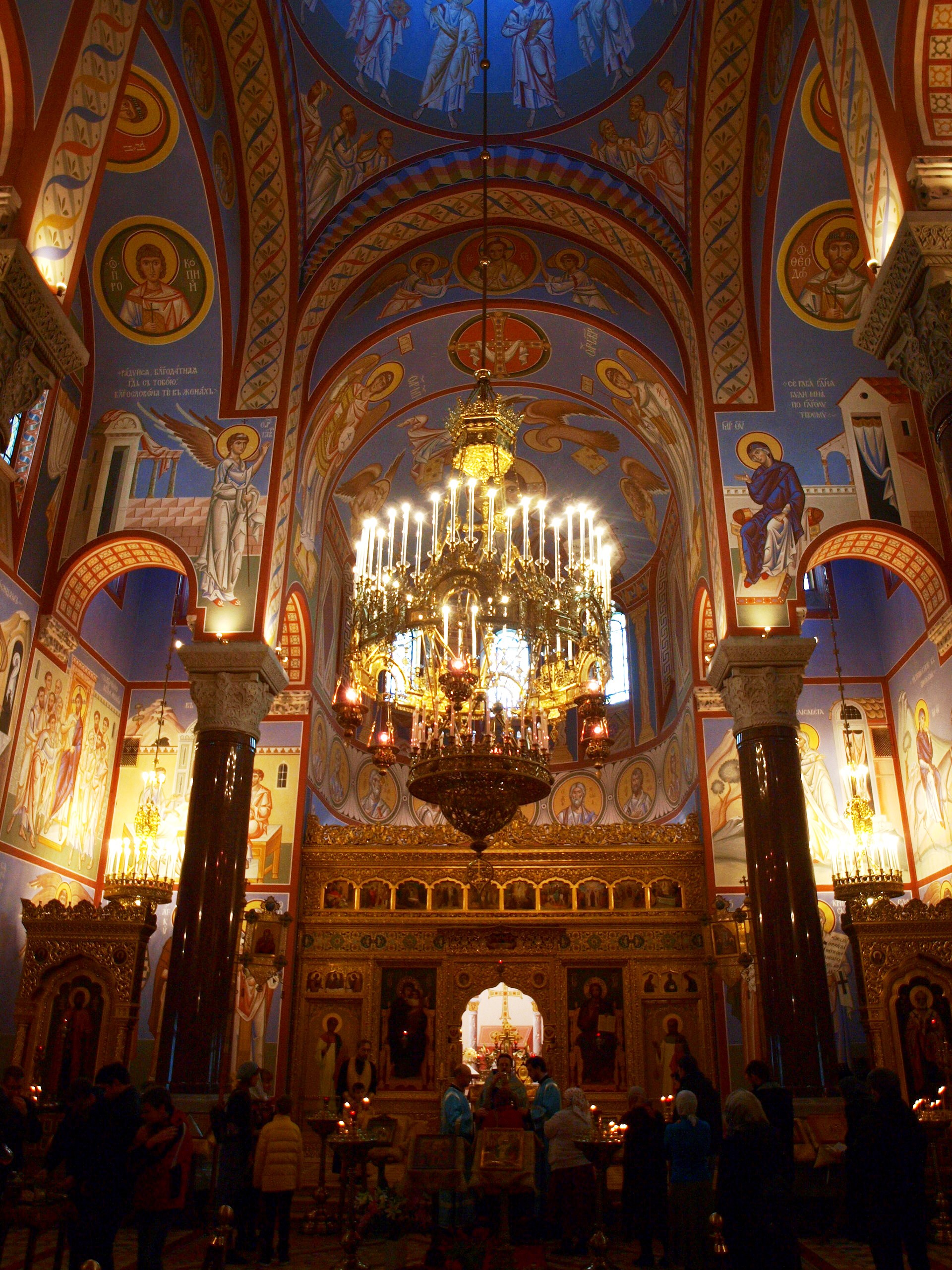
Interiér chrámu

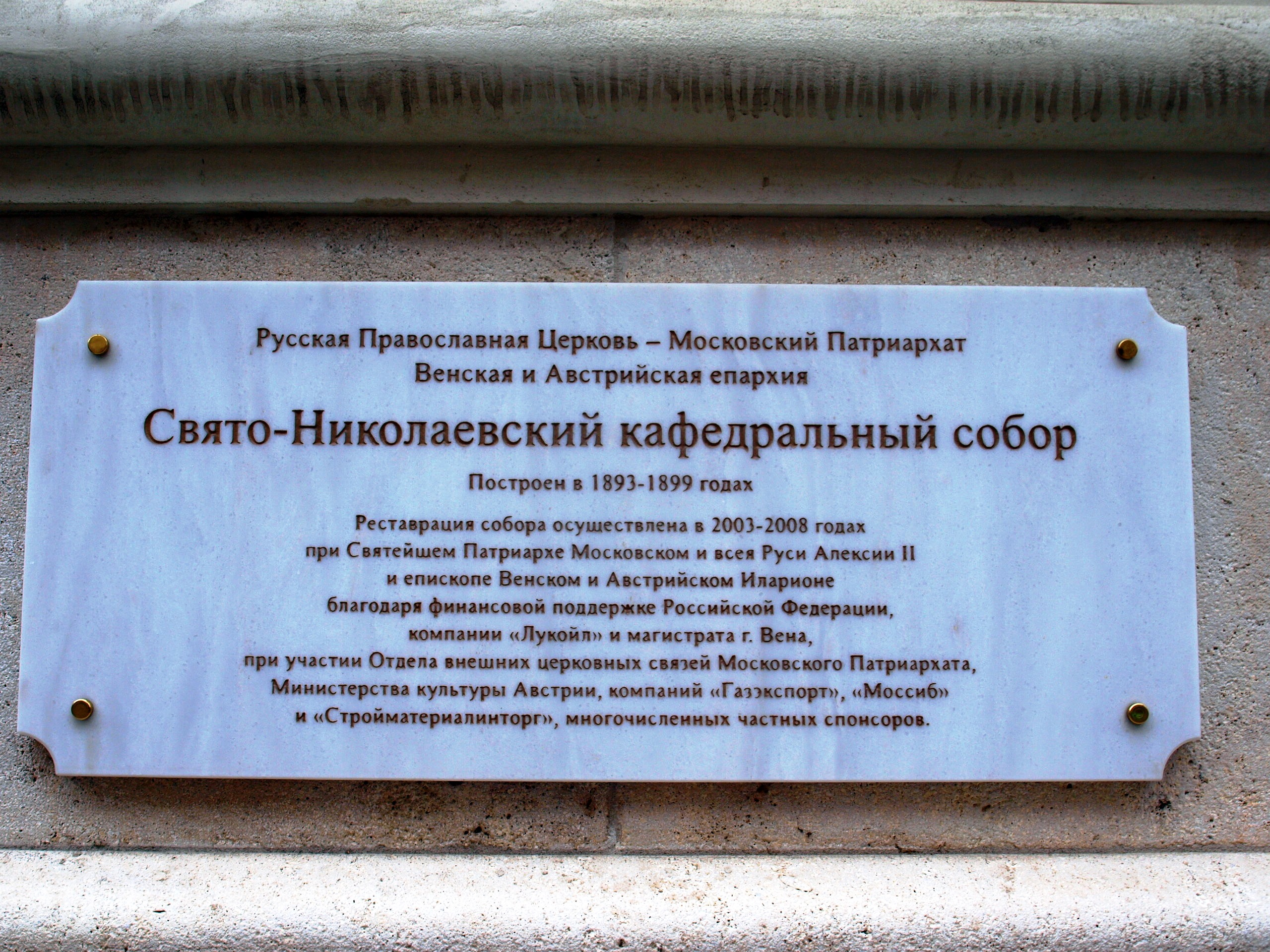
Informační pamětní deska na chrámu

Chrám byl vystavěn v letech 1893–99 podle plánů Grigorije Ivanoviče Kotova italským architektem Luigim Giacomellim jako chrám při velvyslanectví. Značnou část prostředků na výstavbu (400 000 rublů) poskytl ruský car Alexandr III.
Chrám byl vysvěcen 4. (17.) dubna 1899 se zasvěcením svatému Mikuláši Divotvorci. Od roku 1946 je chrám sídlem biskupa vídeňské eparchie, jako diecéze podřazená moskevskému patriarchovi. Prvním biskupem byl v letech 1946–1948 Sergij (Koroljov).

## Architektura
Chrám je stavba o pěti kupolích, jedné hlavní a čtyř postranních, v podobě tradičních ruských sakrálních staveb. Interiér je rozdělen na dolní a horní chrám: patronem horního chráme je svatý Mikuláš, patron spodní části je svatý velkokníže Alexandr Něvský.
V letech 2003 až 2008 byl chrám celkově renovován. Místo plánované oslavy u příležitosti znovuvysvěcení chrámu se 21. prosince 2008 konala vzpomínková bohoslužba za zesnulého patriarchu celé Rusi, Alexije II.
V těsném sousedství chrámu se nachází ruské velvyslanectví.